# Finale UEFA Cup 1990
De UEFA Cupfinale van het seizoen 1989/90 is de 17e finale in de geschiedenis van de UEFA Cup. De finale werd over twee wedstrijden gespeeld, op 2 en 16 mei. Met Juventus en Fiorentina stonden er voor het eerst twee Italiaanse teams in de finale. Juventus won de heenwedstrijd overtuigend met 3-1 en had in de terugwedstrijd genoeg aan een scoreloos gelijkspel.
De terugwedstrijd vond niet plaats in Florence, maar in het neutrale Stadio Partenio in Avellino. Fiorentina mocht niet in zijn eigen stadion spelen na de rellen die daar hadden plaatsgevonden tijdens de halve finale tegen Werder Bremen.

## Wedstrijddetails
|            |                                        |       |            |                                                                                              |
| 2 mei 1990 | Juventus                               | 3 – 1 | Fiorentina | Stadio Comunale, Turijn Toeschouwers: 47.519 Scheidsrechter: Emilio Soriano Aladrén (Spanje) |
| 2 mei 1990 | Galia 3' Casiraghi 59' De Agostini 73' |       | 10' Buso   | Stadio Comunale, Turijn Toeschouwers: 47.519 Scheidsrechter: Emilio Soriano Aladrén (Spanje) |

| Juventus | Fiorentina |

| Juventus:  |    |                     |     |
|            |    |                     |     |
| GK         | 1  | Stefano Tacconi     |     |
| RB         | 2  | Nicolò Napoli       |     |
| DF         | 5  | Sergio Brio         | 46' |
| DF         | 6  | Dario Bonetti       |     |
| DF         | 4  | Roberto Galia       |     |
| DF         | 3  | Luigi de Agostini   |     |
| MF         | 8  | Rui Barros          |     |
| MF         | 10 | Giancarlo Marocchi  |     |
| MF         | 7  | Sergej Alejnikov    |     |
| FW         | 11 | Salvatore Schillaci |     |
| FW         | 9  | Pierluigi Casiraghi |     |
| Invallers: |    |                     |     |
| GK         | 12 | Adriano Bonaiuti    |     |
| DF         | 13 | Massimiliano Rosa   |     |
| MF         | 14 | Angelo Alessio      | 46' |
| MF         | 15 | Salvatore Avallone  |     |
| MF         | 16 | Aleksandr Zavarov   |     |
| Coach:     |    |                     |     |
| Dino Zoff  |    |                     |     |

| Fiorentina:        |    |                    |     |
|                    |    |                    |     |
| GK                 | 1  | Marco Landucci     |     |
| RWB                | 2  | Antonio Dell'Oglio |     |
| CB                 | 3  | Giuseppe Volpecina |     |
| CB                 | 6  | Sergio Battistini  |     |
| CB                 | 5  | Celeste Pin        |     |
| LWB                | 11 | Alberto Di Chiara  |     |
| MF                 | 8  | Luboš Kubík        | 87' |
| MF                 | 4  | Dunga              |     |
| MF                 | 9  | Renato Buso        |     |
| FW                 | 7  | Marco Nappi        |     |
| FW                 | 10 | Roberto Baggio     |     |
| Invallers:         |    |                    |     |
| GK                 | 12 | Giuseppe Pellicanó |     |
| MF                 | 13 | Giacomo Banchelli  |     |
| MF                 | 14 | Giuseppe Iachini   |     |
| FW                 | 15 | Giacomo Callegari  |     |
| DF                 | 16 | Alberto Malusci    | 87' |
| Coach:             |    |                    |     |
| Francesco Graziani |    |                    |     |

|             |            |       |          |                                                                                                  |
| 16 mei 1990 | Fiorentina | 0 – 0 | Juventus | Stadio Partenio, Avellino Toeschouwers: 30.999 Scheidsrechter: Aron Schmidhuber (West-Duitsland) |
| 16 mei 1990 |            |       |          | Stadio Partenio, Avellino Toeschouwers: 30.999 Scheidsrechter: Aron Schmidhuber (West-Duitsland) |

| Fiorentina | Juventus |

| Fiorentina:        |    |                    |     |
|                    |    |                    |     |
| GK                 | 1  | Marco Landucci     |     |
| RWB                | 2  | Antonio Dell'Oglio |     |
| CB                 | 3  | Giuseppe Volpecina |     |
| CB                 | 6  | Sergio Battistini  |     |
| CB                 | 5  | Celeste Pin        |     |
| LWB                | 11 | Alberto Di Chiara  |     |
| MF                 | 8  | Luboš Kubík        |     |
| MF                 | 4  | Dunga              |     |
| MF                 | 9  | Renato Buso        |     |
| FW                 | 7  | Marco Nappi        | 71' |
| FW                 | 10 | Roberto Baggio     |     |
| Invallers:         |    |                    |     |
| GK                 | 12 | Giuseppe Pellicanó |     |
| MF                 | 13 | Giacomo Callegari  |     |
| MF                 | 14 | Giuseppe Iachini   |     |
| MF                 | 15 | Marco Zironelli    | 71' |
| DF                 | 16 | Alberto Malusci    |     |
| Coach:             |    |                    |     |
| Francesco Graziani |    |                    |     |

| Juventus:  |    |                     |     |
|            |    |                     |     |
| GK         | 1  | Stefano Tacconi     |     |
| RWB        | 2  | Nicolò Napoli       |     |
| DF         | 5  | Pasquale Bruno      |     |
| DF         | 6  | Angelo Alessio      |     |
| DF         | 4  | Roberto Galia       |     |
| LWB        | 3  | Luigi de Agostini   |     |
| MF         | 8  | Rui Barros          | 72' |
| MF         | 10 | Giancarlo Marocchi  |     |
| MF         | 7  | Sergej Alejnikov    |     |
| FW         | 11 | Salvatore Schillaci |     |
| FW         | 9  | Pierluigi Casiraghi | 79' |
| Invallers: |    |                     |     |
| GK         | 12 | Adriano Bonaiuti    |     |
| DF         | 13 | Sergio Brio         |     |
| DF         | 14 | Massimiliano Rosa   | 79' |
| MF         | 15 | Salvatore Avallone  | 72' |
| MF         | 16 | Aleksandr Zavarov   |     |
| Coach:     |    |                     |     |
| Dino Zoff  |    |                     |     |